# Bellengreville (Sena Marítim)
Bellengreville és un municipi francès situat al departament del Sena Marítim i a la regió de Normandia. L'any 2007 tenia 470 habitants.

## Demografia

### Població
El 2007 la població de fet de Bellengreville era de 470 persones. Hi havia 164 famílies de les quals 28 eren unipersonals (12 homes vivint sols i 16 dones vivint soles), 56 parelles sense fills i 80 parelles amb fills.
La població ha evolucionat segons el següent gràfic:
Habitants censats

### Habitatges
El 2007 hi havia 189 habitatges, 168 eren l'habitatge principal de la família, 19 eren segones residències i 2 estaven desocupats. Tots els 183 habitatges eren cases. Dels 168 habitatges principals, 143 estaven ocupats pels seus propietaris, 24 estaven llogats i ocupats pels llogaters i 1 estava cedit a títol gratuït; 3 tenien dues cambres, 18 en tenien tres, 44 en tenien quatre i 103 en tenien cinc o més. 148 habitatges disposaven pel capbaix d'una plaça de pàrquing. A 65 habitatges hi havia un automòbil i a 91 n'hi havia dos o més.

### Piràmide de població
La piràmide de població per edats i sexe el 2009 era:
| Homes | Edats   | Dones |
| ----- | ------- | ----- |
| 0     | 95 o +  | 0     |
| 0     | 90 a 94 | 0     |
| 0     | 85 a 89 | 0     |
| 0     | 80 a 84 | 4     |
| 0     | 75 a 79 | 4     |
| 8     | 70 a 74 | 8     |
| 16    | 65 a 69 | 4     |
| 12    | 60 a 64 | 24    |
| 4     | 55 a 59 | 0     |
| 20    | 50 a 54 | 16    |
| 16    | 45 a 49 | 28    |
| 12    | 40 a 44 | 12    |
| 24    | 35 a 39 | 24    |
| 4     | 30 a 34 | 12    |
| 12    | 25 a 29 | 4     |
| 12    | 20 a 24 | 12    |
| 24    | 15 a 19 | 12    |
| 20    | 10 a 14 | 20    |
| 20    | 5 a 9   | 12    |
| 12    | 0 a 4   | 0     |

## Economia
El 2007 la població en edat de treballar era de 308 persones, 222 eren actives i 86 eren inactives. De les 222 persones actives 201 estaven ocupades (110 homes i 91 dones) i 21 estaven aturades (5 homes i 16 dones). De les 86 persones inactives 29 estaven jubilades, 30 estaven estudiant i 27 estaven classificades com a «altres inactius».

### Ingressos
El 2009 a Bellengreville hi havia 167 unitats fiscals que integraven 444 persones, la mediana anual d'ingressos fiscals per persona era de 18.788 €.

### Activitats econòmiques
Dels 7 establiments que hi havia el 2007, 1 era d'una empresa de construcció, 1 d'una empresa de comerç i reparació d'automòbils, 1 d'una empresa de transport, 2 d'empreses de serveis i 2 d'empreses classificades com a «altres activitats de serveis».
Dels 2 establiments de servei als particulars que hi havia el 2009, 1 era un electricista i 1 perruqueria.
L'any 2000 a Bellengreville hi havia 6 explotacions agrícoles.

## Poblacions més properes
El següent diagrama mostra les poblacions més properes.